# 日照植物园
35°24′40.08″N 119°32′43.79″E / 35.4111333°N 119.5454972°E

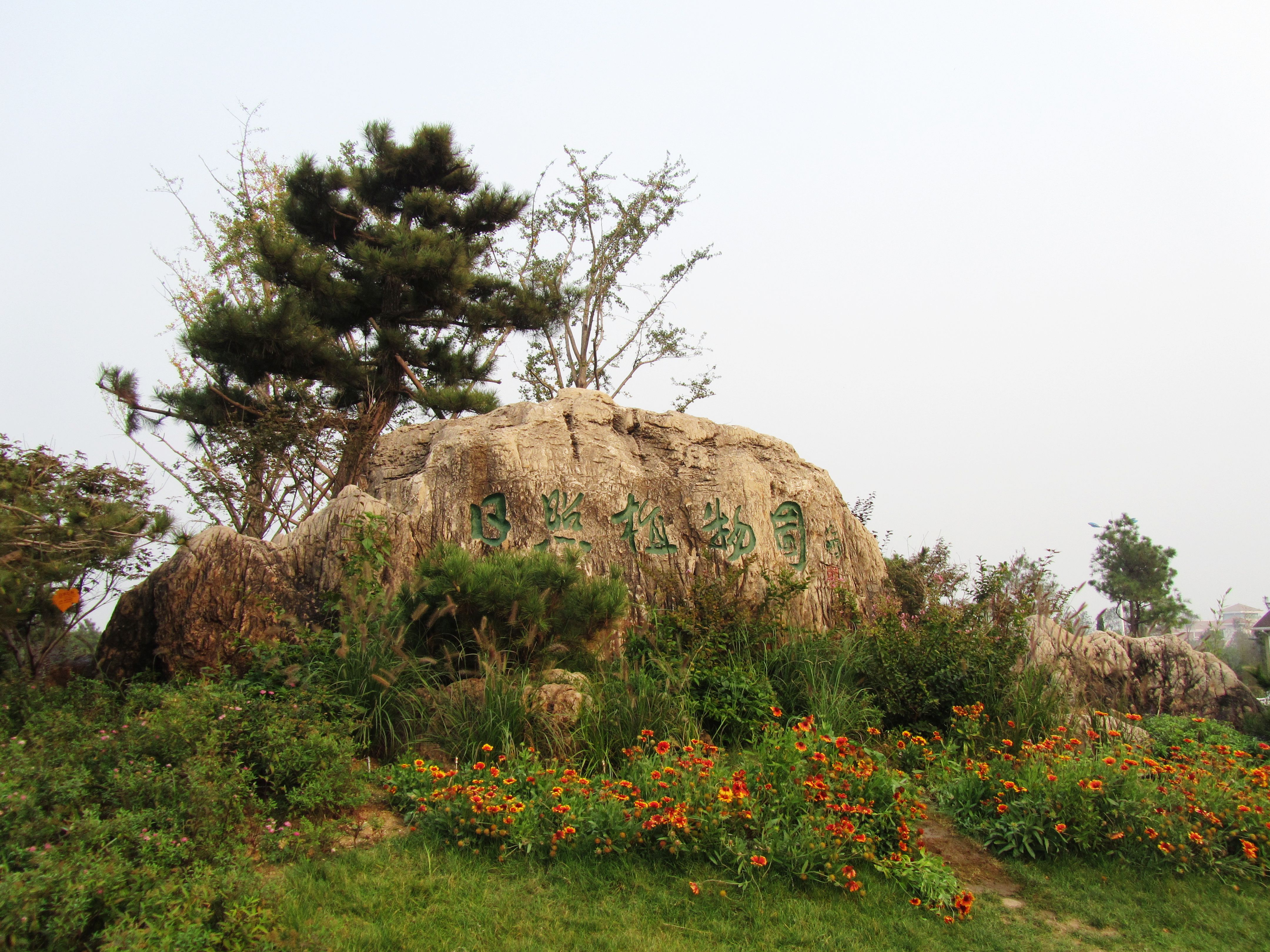
日照植物园西门附近假山，2011年10月

日照植物园位于中国山东省日照市东港区海曲东路北侧，青岛路东侧，东邻日照奥林匹克水上运动公园和万平口海滨风景区。园区于2011年7月9日建成开放，总占地面积约24.6公顷，分为17个植物专类园，其中乡土植物园、绿茶园、耐盐碱植物园、盆景园等具有当地地域特色，盲人植物园可为视力障碍者提供服务。目前种植植物约900余种，待热带植物展览温室建成后将达到2000余种。 